# Mistrzostwa Francji w Łyżwiarstwie Figurowym 2021
Mistrzostwa Francji w łyżwiarstwie figurowym 2021 (oryg. fr. Championnat de France Elite 2021) – zawody mające na celu wyłonienie najlepszych łyżwiarzy figurowych we Francji w kategoriach: Senior, Junior. Mistrzostwa w kategorii seniorów rozgrywano od 5 do 6 lutego 2021 w Patinoire de Vaujany w Vaujany (zostały przesunięte z grudnia 2020 roku).
Ze względu na pandemię COVID-19 z mistrzostw wycofali się m.in. wicemistrzowie olimpijscy Gabriella Papadakis i Guillaume Cizeron, którzy pierwotnie chcieli skupić się na przygotowaniach do mistrzostw świata z których później również się wycofali, aby skupić się na sezonie olimpijskim.

## Wyniki

### Kategoria seniorów

#### Soliści (S)
| Poz. | Zawodnik            | Klub                                  | Nota łączna | SP | SP    | FS | FS     |
| ---- | ------------------- | ------------------------------------- | ----------- | -- | ----- | -- | ------ |
| 1    | Kévin Aymoz         | Grenoble Isere Metropole Patinage     | 284,50      | 1  | 96,01 | 1  | 188149 |
| 2    | Adam Siao Him Fa    | Club Olympique De Courbevoie          | 244,15      | 2  | 78,50 | 2  | 165,65 |
| 3    | Romain Ponsart      | Charleville Mezieres Sg               | 209,07      | 3  | 76,91 | 3  | 132,16 |
| 4    | Davide Lewton Brain | (gość, reprezentant Monako)           | 177,64      | 4  | 64,15 | 4  | 113,49 |
| 5    | François Pitot      | Amodio Figure Skating Academy Vaujany | 142,29      | 5  | 60,22 | 5  | 82,07  |

#### Solistki (S)
| Poz. | Zawodniczka   | Klub                                 | Nota łączna | SP | SP    | FS | FS     |
| ---- | ------------- | ------------------------------------ | ----------- | -- | ----- | -- | ------ |
| 1    | Léa Serna     | Brian Joubert Poitiers Glace         | 170,06      | 1  | 63,54 | 1  | 106,52 |
| 2    | Maïa Mazzara  | Grenoble Isere Metropole Patinage    | 163,77      | 2  | 60,96 | 2  | 102,81 |
| 3    | Lola Ghozali  | Club De Patinage Artistique De Reims | 156,42      | 4  | 54,39 | 3  | 102,03 |
| 4    | Lorine Schild | Club De Patinage Artistique De Reims | 150,93      | 3  | 57,11 | 4  | 93,82  |
| 5    | Sophie Sprung | Club Olympique De Courbevoie         | 128,44      | 6  | 45,44 | 5  | 83,00  |
| 6    | Eve Dubecq    | Club De Patinage Artistique De Reims | 125,84      | 5  | 51,07 | 6  | 74,77  |

#### Pary sportowe (S)
| Poz. | Zawodnicy                            | Klub                                                        | Nota łączna | SP | SP    | FS | FS     |
| ---- | ------------------------------------ | ----------------------------------------------------------- | ----------- | -- | ----- | -- | ------ |
| 1    | Cléo Hamon / Denys Strekalin         | Club Olympique De Courbevoie / Club Olympique De Courbevoie | 172,55      | 1  | 60,35 | 1  | 112,20 |
| 2    | Coline Keriven / Noel Antoine Pierre | Paris Club Francais Volants / Paris Club Francais Volants   | 149,72      | 2  | 55,92 | 2  | 93,80  |

#### Pary taneczne (S)
| Poz. | Zawodnicy                                | Klub                                                              | Nota łączna | RD | RD    | FD | FD     |
| ---- | ---------------------------------------- | ----------------------------------------------------------------- | ----------- | -- | ----- | -- | ------ |
| 1    | Adelina Galyavieva / Louis Thauron       | PFV-Paris Club Français Volants / PFV-Paris Club Français Volants | 194,28      | 1  | 77,90 | 1  | 116,38 |
| 2    | Jewgienija Łopariowa / Geoffrey Brissaud | LGP-Lyon Glace Patinage / LGP-Lyon Glace Patinage                 | 189,54      | 2  | 75,42 | 2  | 114,12 |